# 한용덕
한용덕(韓容悳, 1965년 6월 30일 ~ )은 전 KBO 리그 한화 이글스의 투수이자 감독이었다.

## 선수 시절

### 아마추어 시절
대구에서 태어났으나 대전으로 이주하였다. 대전천동초등학교에서 처음 야구를 시작해 충남중학교를 거쳐 북일고등학교에서 당시 감독이었던 김영덕과 인연을 맺었다. 북일고등학교 시절 포지션은 유격수였다. 북일고등학교를 졸업하고 동아대학교에 입학했으나 1학년 때 어려워진 가정 환경과 무릎 관절염으로 인해 야구를 포기하고 대학도 자퇴했다.

### 빙그레 이글스 & 한화 이글스시절
동아대학교를 중퇴하고 방위병으로 복무했던 그는 병역을 마친 후 야구에 대한 미련을 버리지 못하고 선수로서의 꿈을 이어가던 중, 북일고등학교 시절 은사이자 당시 감독이었던 김영덕의 주선으로 1987년 9월에 신고선수로 입단하였다. 선수들에게 배팅볼을 던져주는 힘겨운 신고선수 시절을 보내고 이듬해 비로소 정식 선수로 승격됐는데 1989년 시즌 후에는 전년도 최다 선발승(14선발승) 투수 한희민, 포수 김상국, 같은 해(1989년) 입단한 투수 송진우, 내야수 장종훈 강석천과 함께 다이에 호크스 추계훈련에 참가했으며 다음 해에는 이정훈 등이, 1991년에는 양용모 등이, 1992년에는 지연규 지화동 등이 다이에 추계훈련에 참여했는데 이들 중 김상국이 1990년부터 주전포수를 맡았고 본인(한용덕)이 1991년 최다 선발승(16선발승), 장종훈이 1990년부터 3년 연속 홈런왕(타점왕까지 포함하여 2관왕), 이정훈이 1991년부터 2년 연속 타격왕, 송진우가 2001년 5월 10일 두산전 선발승으로 개인통산 6번째 100선발승(좌완으로 치자면 첫 번째)을 달성하는 등 기량이 발전하기도 했다.
다만, 김영덕 감독의 후임으로 부임한 사람이자 김 감독과 달리 소위 '미국통'이었던 강병철 감독이 부임하면서 일본과의 커넥션이 끊어지기도 했는데 역대 최고인 8연속 10선발승 이상(92~96년 13선발승 97년 14선발승 98년 10선발승 99년 17선발승)을 기록한 정민철과 포크볼의 황제 이상목, 고졸신인으로 들어와 아쉽게 규정타석을 채우지 못했음에도 3할을 치며 팬들의 기대를 한몸에 받은 박지상 (이상 94년)을 끝으로 다이에 캠프 보이들이 대가 끊겼다.
1990년 시즌 전 일본 전지 훈련지에서 일본인 인스트럭터의 도움으로 여러 가지 변화구를 익혔고, 그 해 13승(8선발승)을 거두며 팀의 주축 투수로 활동하기 시작했고, 1999년 한국시리즈 우승 멤버로도 활약했다.
아주 빼어난 선수였으나, 개인 타이틀 이력이 전무해서 무관의 투수왕이라고 불렸다.
2004년 10월 12일에 자유계약선수(FA)로 풀리며 현역 은퇴를 선언했다.
한편, 앞서 본 것처럼 1991년 16선발승으로 최다 선발승을 기록했는데 역대 최다 선발승 투수 중  1983년 장명부 (28선발승)(삼미)(인천) 1986년 선동열 (17선발승)(해태)(광주) 1987년 김시진 (21선발승)(삼성)(사직) 1988년 한희민 (14선발승)(빙그레)(창원) 1989년 박정현 (15선발승)(해태 이강철과 공동)(태평양)(마산 제주)에 이어 역대 최다 선발승 투수 중 6번째 국내 전지훈련파였으나(마산)  본인(한용덕) 이후 최다 선발승 투수는 대부분 외국 전지훈련파였고 홈런왕 중 국내 전지훈련파는 1985년 김성한(해태)(삼성 이만수와 공동)(광주 제주) 1986년 김봉연(해태) 1987년 김성래 (삼성) 1991년 장종훈 (빙그레) 1998년 우즈 (OB)(창원)   이들 5명이었다.

## 야구선수 은퇴 후
2005년 4월 5일 개막 경기에 앞서 은퇴식을 거행했으며 이후 한화 이글스의 스카우트로 활동하였다. 2005년 시즌 후 단행된 한화 이글스 코칭 스태프 정비에서 2군 투수코치로 임명됐다.
2006년 시즌 중반 당시 플레잉 코치였던 지연규의 1군 합류와 함께 1군 투수코치로 자리를 옮겼다. 2006년 시즌 후 열린 전지 훈련에서 류현진에게 슬라이더 투구를 전수했다. 2007년 시즌 중반 이상군이 1군 투수코치로 승격됨에 따라 재활군 코치로 자리를 옮겼다.
2009년 6월 22일, 한화 이글스 2군 투수코치에서 1군 투수코치로 이동했다. 2012년 시즌 중 수석코치로 승격됐다.
2012년 8월 28일 한대화가 성적 부진으로 감독직에서 경질되자, 감독 대행으로 보직이 변경돼 남은 시즌을 치르고 시즌 후 사의를 표명했다. 이후 2013년 WBC 국가대표팀 투수코치로 선임됐다. 한화 구단에서는 류현진의 해외 진출과 함께 LA 다저스에서 코치 연수를 받을 것을 제의해 WBC 이후 연수를 받았다. 연수를 마친 후 한화 이글스의 프런트로 복귀했다.
2014년 12월 4일 두산 베어스에 2군 총괄 코치로 영입됐다. 2015년 김태형이 감독으로 부임한 후 1군 투수코치로 승격됐고, 이후 수석코치를 역임했다.
2018년부터 한화 이글스의 감독으로 선임됐다. 2018년에 팀을 포스트 시즌으로 이끌었으나 그 이후에는 계속 부진했고, 팀 최초로 14연패에 빠진 후 2020년 6월 7일 감독직에서 자진사퇴했다.

## 주요 기록
- 2000년 8월 23일 : 개인 통산 100승 달성 (프로 통산 14번째)[31]

## 트리비아
- 1988년 김영덕이 빙그레 이글스 감독으로 부임하며 강병철이 수석코치를 맡았으며 이 과정에서 1990년 소위 '종신감독 파동' 등[32] 빙그레 이글스 시절 북일고[33]와 비북일고 출신들 사이의 갈등이 있었고 강병철은 그 해 시즌 후 롯데 자이언츠의 감독으로 갔다가 1994년에 한화 이글스의 감독으로 부임하며 북일고 출신들을 대부분 홀대나 퇴출시킬 계획을 세웠는데 이 과정에서 김상국, 이상군 등 대부분 북일고 출신 선수들은 강병철 때문에 다른 팀으로 강제 이적당하거나 은퇴식 없이 은퇴하는 등 선수 생활의 끝이 좋지 않았지만 그는 워낙 팀에서 독보적인 존재라 계속 잔류했고 소위 '종신 감독 파동'[34]이 있었던 1990년 시즌에는 페넌트레이스 1위를 달렸다가 후반기에 페이스가 떨어져 준플레이오프 2패로 탈락했으며 이 과정에서 시즌 후 김영덕과 불화가 있었던[35] 김성갑, 고원부, 유승안, 한희민 등 대부분의 비북일파 출신들이 뒷날 다른 팀으로 트레이드되거나 방출되는 수모를 겪었다. KBO 리그에서 유일한 4타자 연속 홈런을 맞은 투수이다.

## 출신 학교
- 대전천동초등학교
- 충남중학교
- 북일고등학교
- 동아대학교 중퇴

## 통산 기록
| 연도 | 팀명   | 평균자책점 | 경기 | 승  | 구원승 | 패  | 세 | 홀 | 완투 | 완봉 | 이닝  | 피안타 | 피홈런 | 4사구 | 탈삼진 | 실점 | 자책점 | 비고                           |
| ---- | ------ | ---------- | ---- | --- | ------ | --- | -- | -- | ---- | ---- | ----- | ------ | ------ | ----- | ------ | ---- | ------ | ------------------------------ |
| 1988 | 빙그레 | 3.05       | 12   | 2   | 0      | 1   | 0  | 0  | 0    | 0    | 41.1  | 39     | 9      | 21    | 16     | 15   | 14     |                                |
| 1989 | 빙그레 | 3.22       | 23   | 2   | 2      | 2   | 1  | 0  | 0    | 0    | 67    | 64     | 5      | 29    | 46     | 25   | 24     |                                |
| 1990 | 빙그레 | 2.53       | 38   | 13  | 5      | 9   | 3  | 0  | 3    | 1    | 171   | 147    | 10     | 65    | 99     | 59   | 48     |                                |
| 1991 | 빙그레 | 2.23       | 31   | 17  | 1      | 6   | 2  | 0  | 12   | 4    | 201.2 | 164    | 10     | 56    | 122    | 59   | 50     | 완봉 1위, 선발승 1위(16선발승) |
| 1992 | 빙그레 | 2.99       | 29   | 9   | 0      | 11  | 3  | 0  | 9    | 2    | 186.1 | 144    | 16     | 65    | 122    | 69   | 62     |                                |
| 1993 | 빙그레 | 2.98       | 27   | 10  | 1      | 11  | 5  | 0  | 12   | 3    | 172.1 | 143    | 13     | 36    | 112    | 61   | 57     | 완투 1위                       |
| 1994 | 한화   | 3.25       | 27   | 16  | 0      | 8   | 0  | 0  | 4    | 1    | 177.1 | 168    | 22     | 33    | 105    | 71   | 64     |                                |
| 1995 | 한화   | 3.29       | 26   | 8   | 0      | 13  | 0  | 0  | 9    | 3    | 180.1 | 162    | 13     | 51    | 121    | 72   | 66     |                                |
| 1996 | 한화   | 4.37       | 21   | 8   | 0      | 8   | 1  | 0  | 3    | 1    | 111.1 | 111    | 13     | 29    | 57     | 59   | 54     |                                |
| 1997 | 한화   | 4.16       | 25   | 1   | 0      | 8   | 1  | 0  | 2    | 0    | 93    | 89     | 10     | 25    | 61     | 45   | 43     |                                |
| 1998 | 한화   | 2.26       | 56   | 7   | 6      | 3   | 4  | 0  | 0    | 0    | 131.2 | 104    | 9      | 38    | 96     | 38   | 33     |                                |
| 1999 | 한화   | 7.47       | 23   | 2   | 0      | 7   | 1  | 0  | 1    | 0    | 90.1  | 123    | 21     | 39    | 51     | 83   | 75     |                                |
| 2000 | 한화   | 4.68       | 38   | 7   | 4      | 13  | 0  | 4  | 3    | 0    | 130.2 | 133    | 17     | 50    | 85     | 81   | 68     |                                |
| 2001 | 한화   | 3.56       | 31   | 8   | 1      | 10  | 0  | 2  | 2    | 1    | 144   | 150    | 14     | 40    | 112    | 65   | 57     |                                |
| 2002 | 한화   | 4.94       | 33   | 8   | 0      | 7   | 2  | 1  | 0    | 0    | 116.2 | 116    | 17     | 30    | 86     | 68   | 64     |                                |
| 2003 | 한화   | 4.91       | 32   | 2   | 2      | 1   | 1  | 3  | 0    | 0    | 55    | 59     | 5      | 14    | 42     | 31   | 30     |                                |
| 2004 | 한화   | 9.00       | 10   | 0   | 0      | 0   | 0  | 1  | 0    | 0    | 10    | 17     | 2      | 4     | 8      | 13   | 10     |                                |
| 통산 | 17시즌 | 3.54       | 482  | 120 | 22     | 118 | 24 | 11 | 60   | 16   | 2080  | 1933   | 206    | 625   | 1341   | 914  | 819    | 통산 다승 역대 11위            |